# Cerro Alto de Los Leones
El Alto de Los Leones es un cerro de la cordillera de los Andes centrales. En dirección Norte lo antecede el cerro Yeguas Heladas y hacia el Sudeste está continuo del cerro Juncal. El cerro se encuentra cercano al sector de río Blanco y pertenece a la Provincia de Los Andes, Región de Valparaíso, Chile.